# Haloptilus fertilis
Haloptilus fertilis is een eenoogkreeftjessoort uit de familie van de Augaptilidae. De wetenschappelijke naam van de soort is voor het eerst geldig gepubliceerd in 1893 door Giesbrecht.